# 瑟
瑟是古代中国的一种拨弦乐器。外形为中空的长方体，类似古琴、古筝而更为寬大，通常有四条架弦的岳和四个系弦的枘。弦的数量多为25根，弦下设柱用来调节音高。用双手弹奏，一弦一音。瑟在周朝就已出现，于汉朝达到极盛，与竽一起在乐队演奏中扮演重要地位。瑟曾对琴和筝的发展产生深刻影响，后又被改良过的筝所替代。东晋以后，瑟的形制失传，基本上名存实亡。今人主要通过出土文物、陶俑、画像石等来了解古瑟的特征。

## 上古瑟

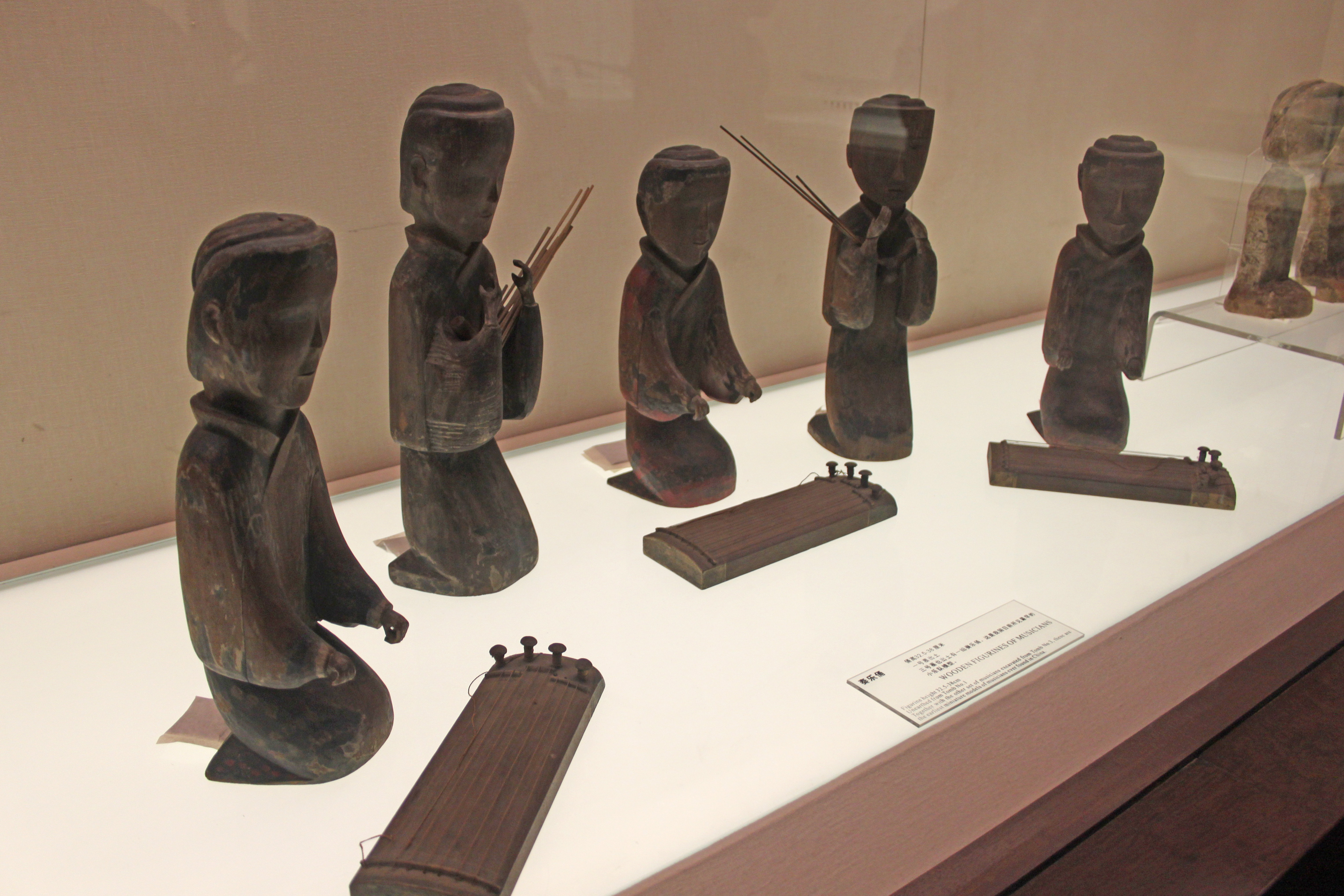
竽瑟为汉朝代表性的乐队形式

### 传说和历史
后世传说瑟的发明者是伏羲，最初有50根弦（一说45根弦），后来黄帝因素女弹奏的音乐极为悲伤，乃将其改为25根弦。
甲骨文中未发现“瑟”字。西周时，瑟已经出现且流行。《诗经》、《儀禮》都提到在宴饮的场合鼓瑟。考古发现的上古弦乐器中，瑟的数量最多，最早的一件出自湖北当阳曹家岗5号春秋楚墓，绝大部分出自战国楚墓。汉朝是瑟发展的极盛期，与竽一起成为乐府相和歌演奏的核心，取代了鐘、磬在乐队中的地位。

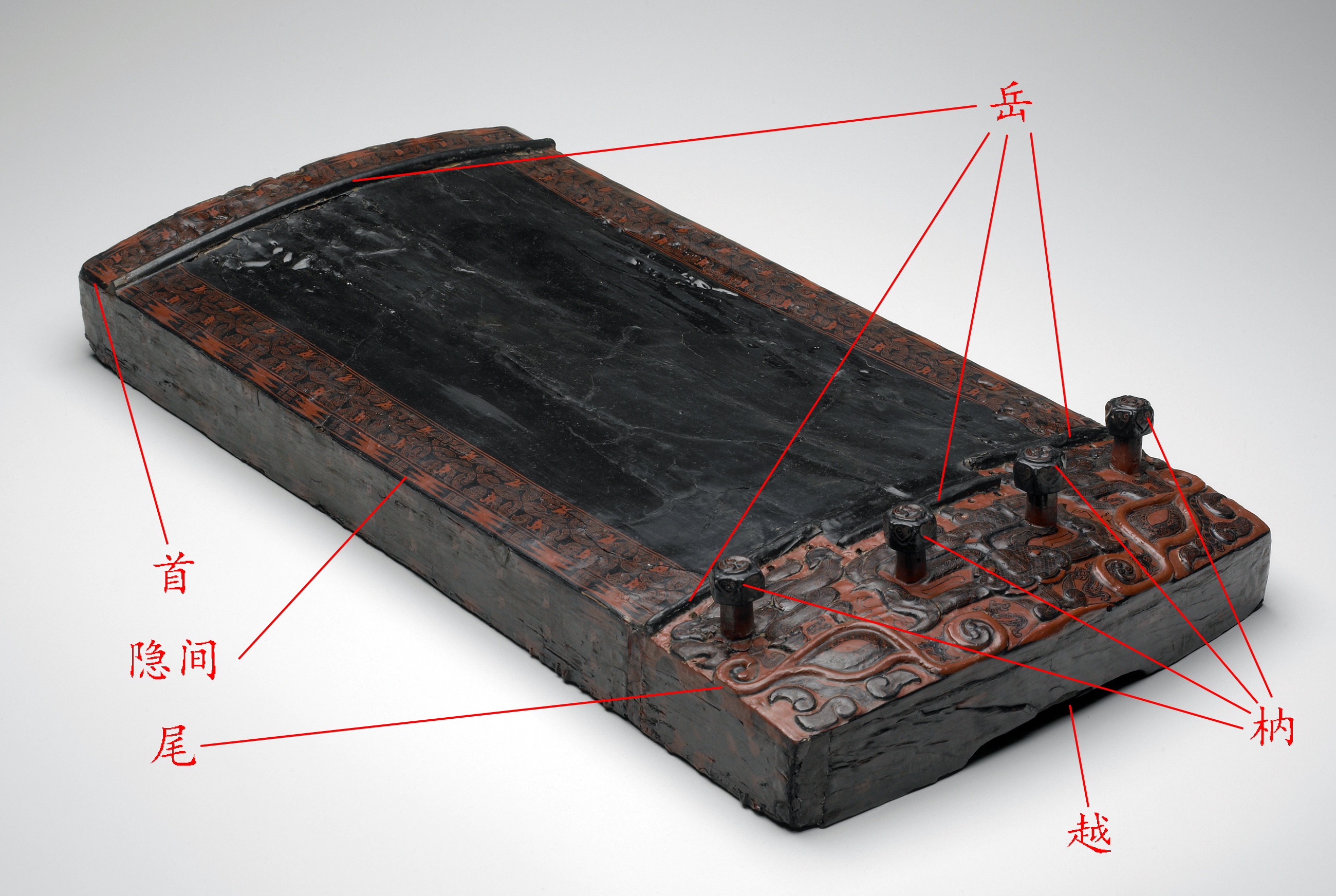
瑟的部位

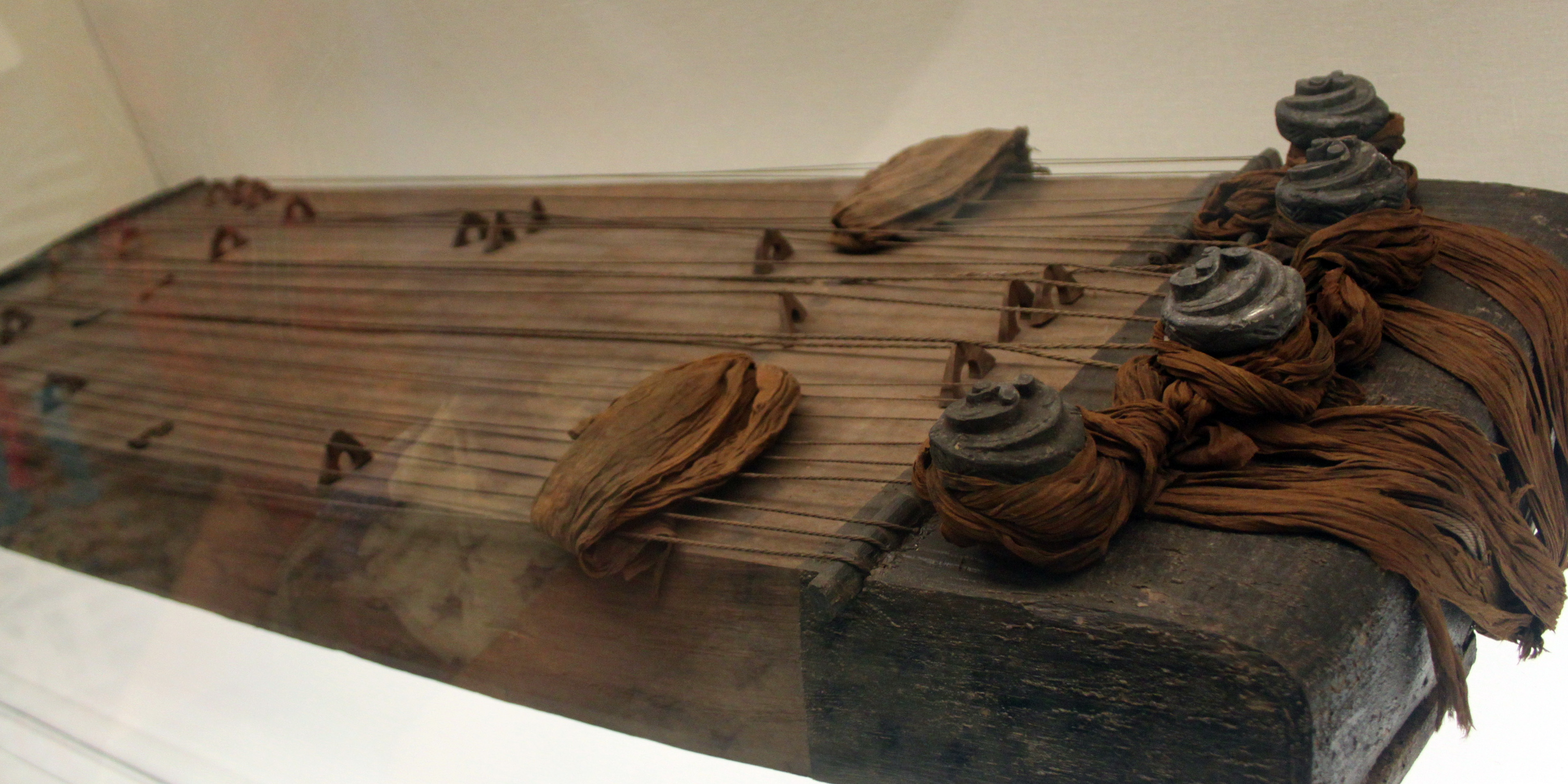
马王堆汉墓出土的一具瑟，弦、柱和罗绮带俱全

### 形制和定弦
出土的东周至汉朝古瑟的典型形制为四岳四枘、25弦。整体为木制的中空长方体，面板略呈拱形，底板平直。以演奏者的右手端为首，左手端为尾。面板首尾有四条细长硬木，称为“岳”。首岳一条，横贯全瑟，右边有25个小孔。尾岳三条较短，参差排列，上下两条略靠内，左边各有9个小孔，中间一条略靠外，左边有7个小孔。尾岳左侧竖立四个“枘”，同样上下两个略靠内，中间两个略靠外。底板首尾各有一个孔洞，称为“越”，有出音孔的效果。表面髹漆，或素髹或描彩，尾部或有雕饰。
出土的上古瑟的发展趋势是从长、窄、高变为短、宽、低。四岳始终为首一尾三不变。枘原先有二至五个不等，后来通行四个。弦数从19弦到26弦不等，以25弦最为常见，时代跨度也最长，成为常制。
马王堆汉墓出土的一具瑟完整保留了弦、柱和罗绮带。弦从首越穿入瑟内，从首端小孔穿出至瑟面，跨过首岳、尾岳，从尾端小孔穿回瑟内，再从尾越拉出，翻回瑟面，分四股系在四个枘上。隐间（首岳、尾岳之间）弦下摆放“人”字形瑟柱，用来控制有效弦长，校准音高。上尾岳、下尾岳对应弦的柱后段有罗琦带，穿插缠绕，将弦一一隔开，可能起弱音器的效果。
这具瑟的柱位表明，瑟的25根弦根据上、中、下岳分为三组，中组音区最低，上下两组音区较高。对于具体的定弦格局，李纯一认为是五声音阶，孙克仁认为中组为角徵羽宫音阶，另外两组分别为五声音阶和七声音阶。在此基础上，可以通过移柱来转调。

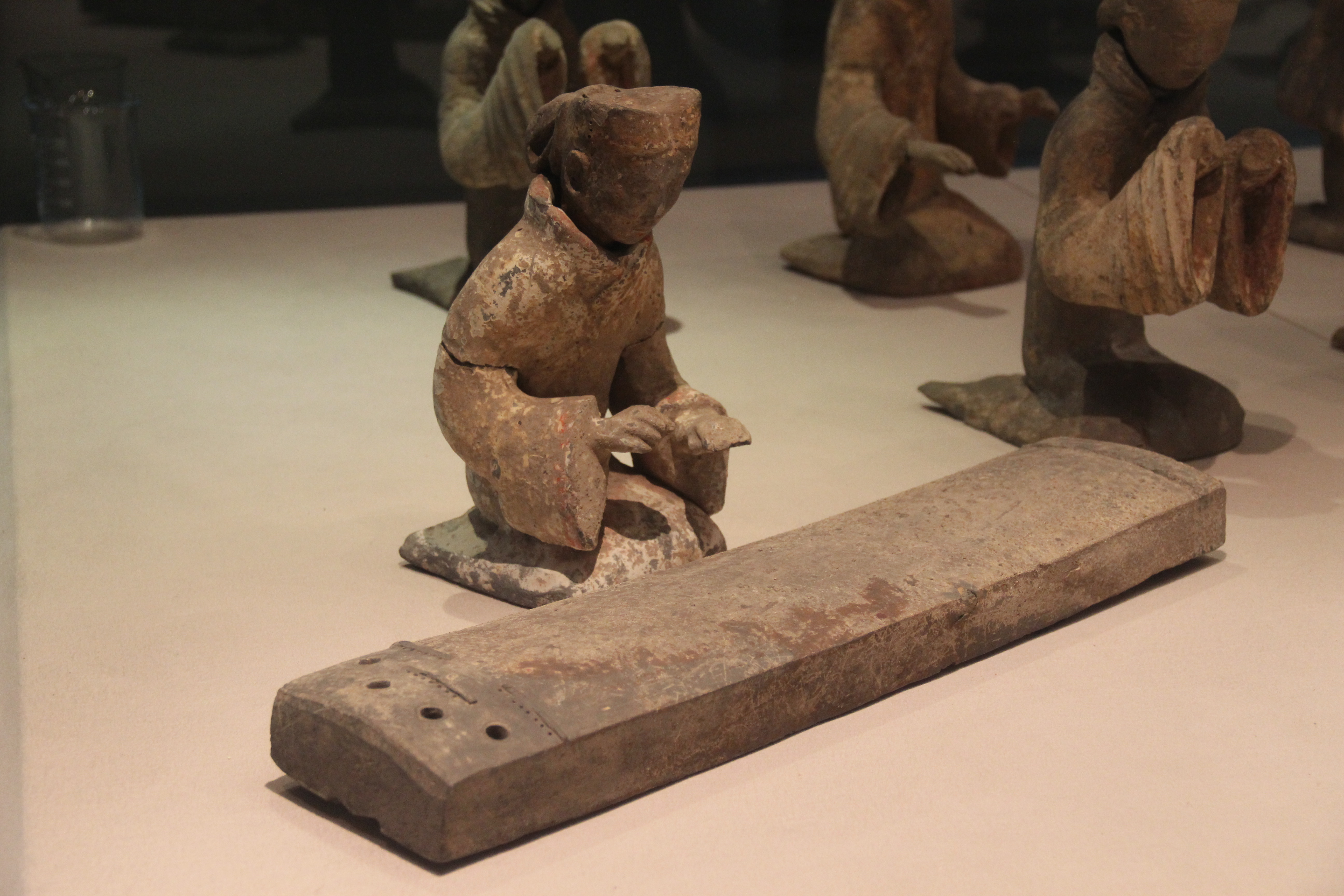
西汉鼓瑟俑，徐州汉楚王墓出土

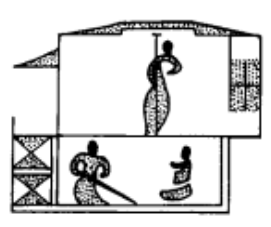
荆州天星观二号墓出土漆器上的鼓瑟图案，一端置于膝上

### 演奏方式
瑟一弦一音，只弹散音，这一点与琴不同。从陶俑、画像石等可见，瑟的演奏手法是左右手同时弹奏。
上古瑟流行的时代，人们一般席地跪坐，弹奏瑟时平置于面前地上，或将瑟首置于膝上，瑟尾垂地。前一种方式容易阻塞发音孔，后一种方式则较为沉重且容易摇晃。战国楚墓出土瑟时常伴有瑟座（或称瑟枕），长度约等于瑟宽，高10－15厘米，顶部保持平直的素面，可以置于瑟首下方，起支撑作用，以便于演奏。具体形制多样，有的形似屏风，有的形似俎案，有的作动物的样貌。楚墓的随葬品清单中，此类器物写作“桊”；在海昏侯墓出土的瑟座上，此类器物写作“禁”。

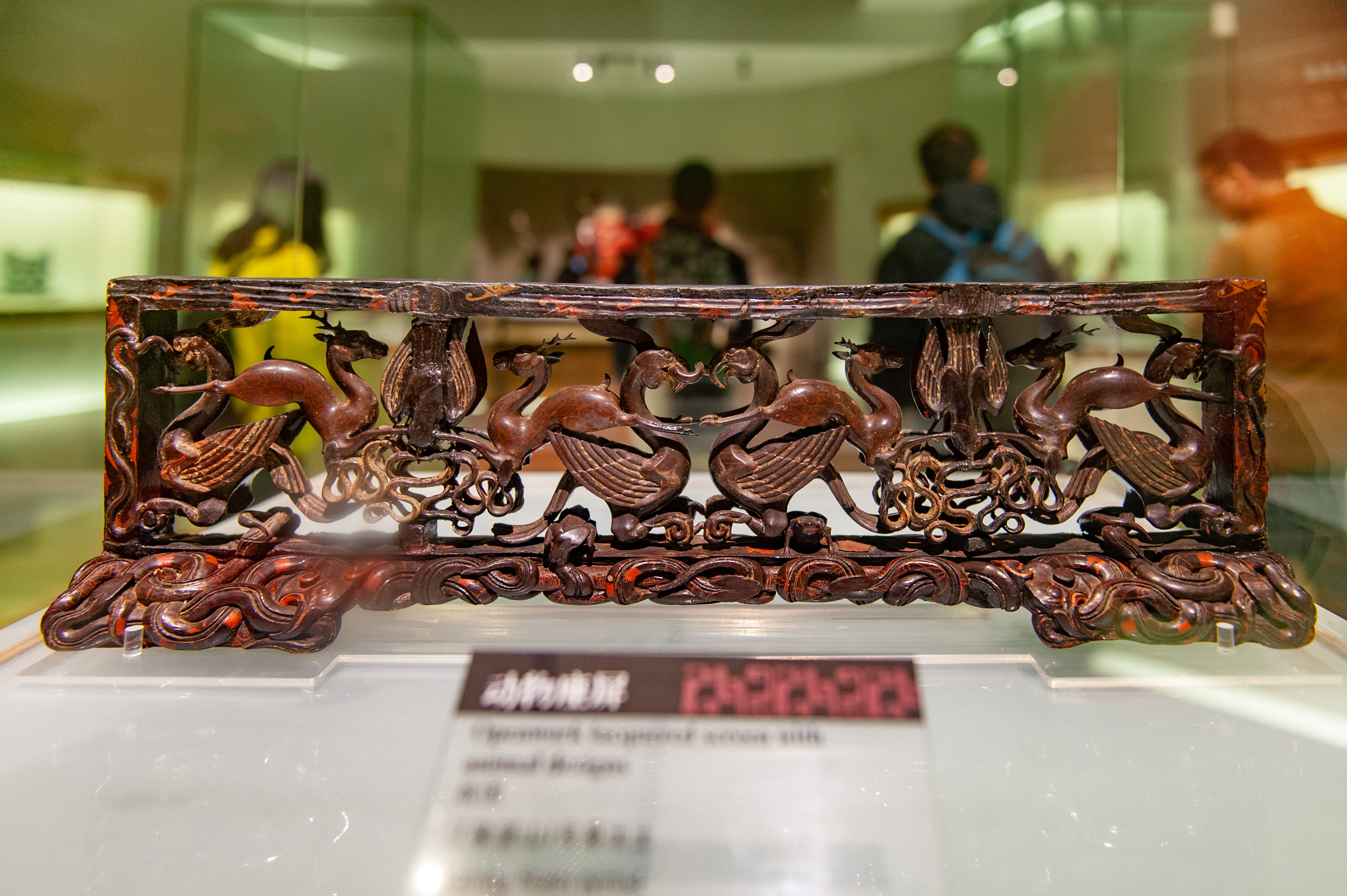
透雕彩绘座屏式瑟座，荆州望山一号墓出土
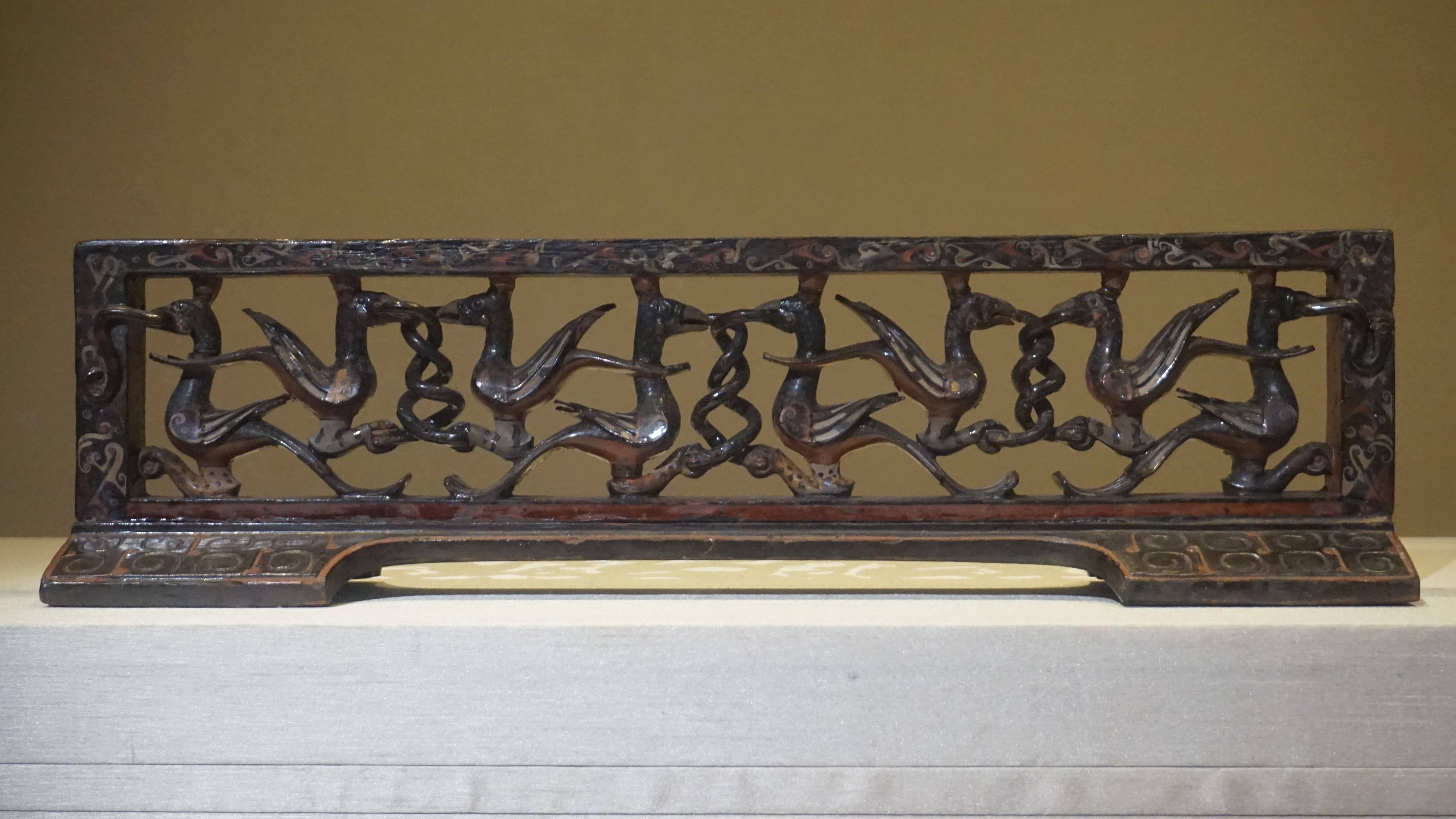
透雕彩绘座屏式瑟座，荆州天星观二号墓出土
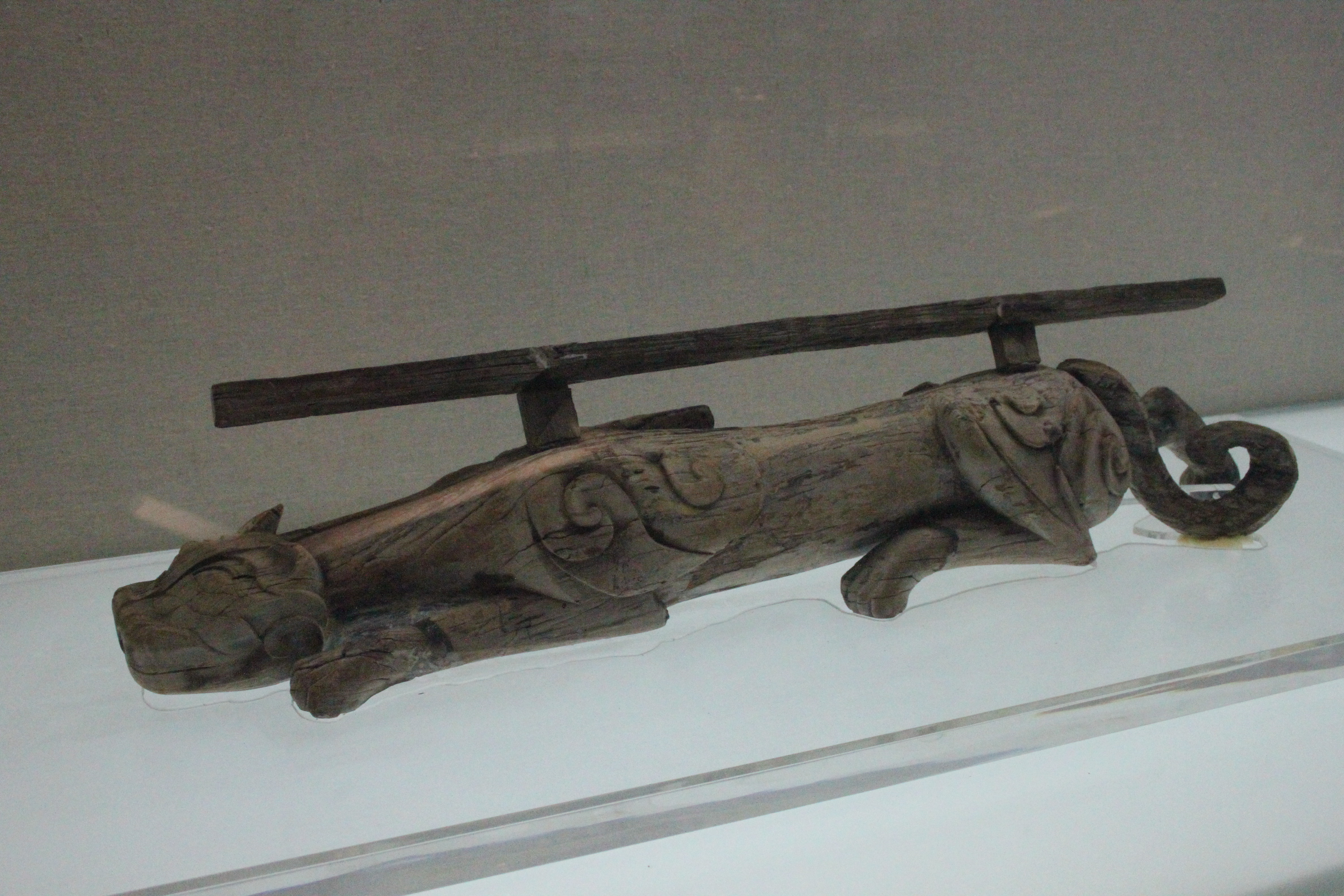
木虎形瑟座，荆门包山二号墓出土

### 对琴筝的影响
瑟是中国上古时期最繁复、精良的拨弦乐器，对琴、筝的发展影响颇深。两汉时期，琴由半箱式转变为全箱式，尾部开越，拴弦的枘从下方改至上方，这些都借鉴了瑟的特征。筝的形制也参照瑟发生过重大变革，从翘首垂尾转变全身平直，器身逐渐加宽，弦数增多。

## 后世瑟

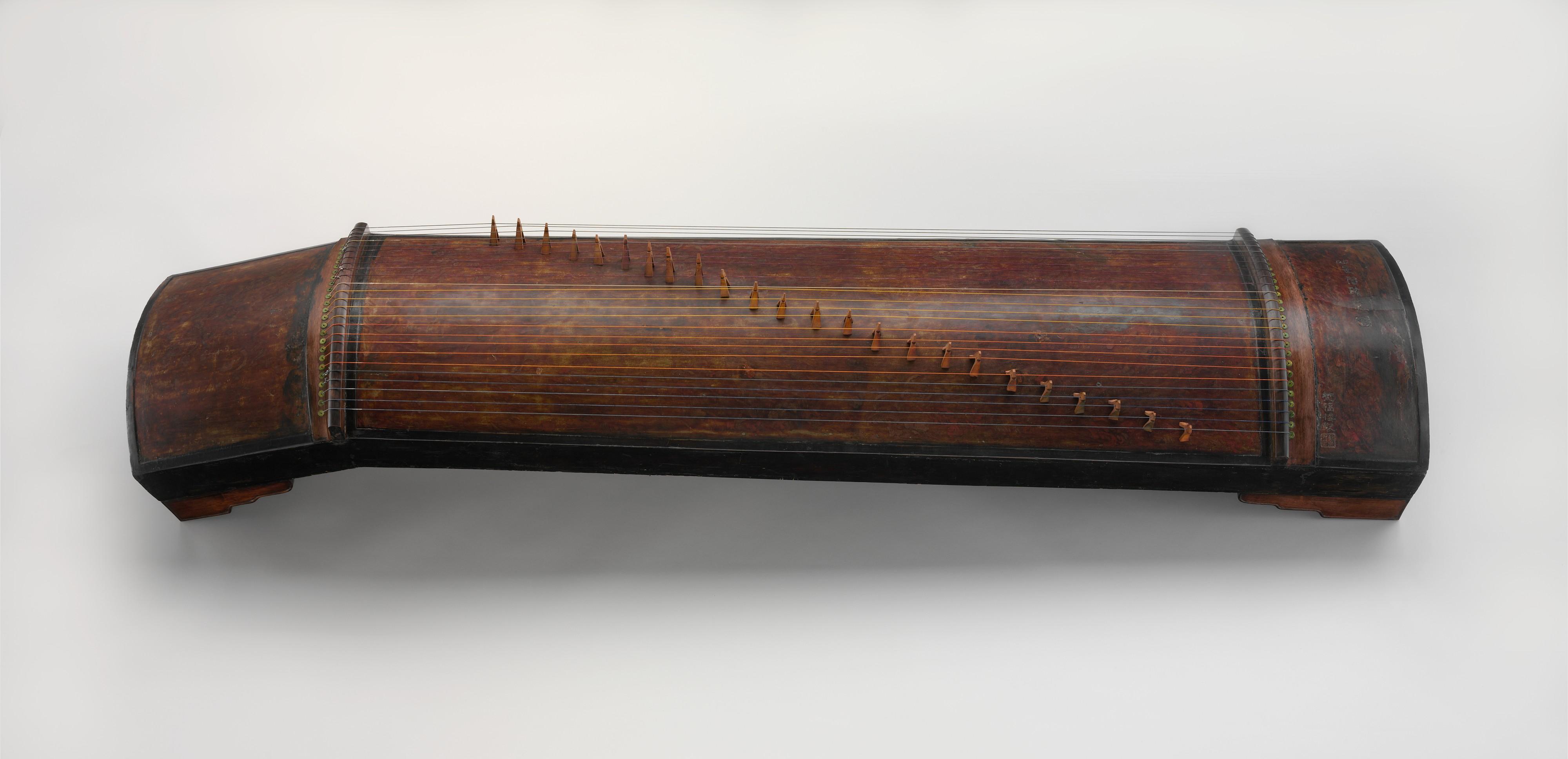
清朝制作的瑟，两岳无枘，尾部呈斜坡状

东晋以后，瑟的形制失传，在乐队中的地位被同类型的筝所取代。后世瑟的形制反过来参考筝，首尾各只有一条岳，没有四枘，尾部常作斜坡状。定弦从三组变为两组，中间一弦不弹，上下各为一组十二律，难以实际演奏（或变为五组五声音阶）。此后的瑟总体上成为摆设，仅偶尔用于礼仪性的场合。
元朝熊朋来，明朝朱載堉等，清朝胡世安等，民初楊宗稷等都为瑟撰写理论著作或乐谱，尝试复兴瑟和瑟乐。20世纪30年代，郑觐文创立的大同乐会曾对瑟加以改革，如将单柱（一弦一柱）改为连柱（七八弦一柱），制作出50弦的庖牺瑟和100弦的大瑟。当代人根据楚墓出土古瑟实物，加以仿制，进而弹奏，如丁承运、傅丽娜曾多次举办以古琴、古瑟合奏古曲的演唱会。